# Olathe (Kansas)
Olathe (engelsk: [oʊˈle(ɪ).θə]) er en amerikansk by og administrativt centrum for det amerikanske county Johnson County, i staten Kansas. I 2005 havde byen et indbyggertal på 111.334.

## Ekstern henvisning
- Olathes hjemmeside (engelsk)

38°52′51″N 94°48′11″V / 38.8808°N 94.8031°V